# Andy Hinchcliffe
Pour les articles homonymes, voir Hinchcliffe.
Andy Hinchcliffe, né le 5 février 1969 à Manchester (Angleterre), est un footballeur anglais, qui évolue au poste de défenseur à Manchester CIty, à Everton et à Sheffield Wednesday ainsi qu'en équipe d'Angleterre. 
Hinchcliffe n'a marqué aucun but lors de ses sept sélections avec l'équipe d'Angleterre entre 1996 et 1998. 

## Carrière
- 1986-1990 : Manchester City  Angleterre
- 1990-1998 : Everton  Angleterre
- 1998-2002 : Sheffield Wednesday  Angleterre

## Palmarès

### En équipe nationale
- 7 sélection et 0 but avec l'équipe d'Angleterre entre 1996 et 1998.

### Avec Everton
- Vainqueur de la Coupe d'Angleterre de football en 1995.